# گابریل ال-ریگستان
گابریل ال-رگیستان (ارمنی: Գաբրիել Էլ-Ռեգիստան; روسی: Габриэ́ль Арка́дьевич Урекля́н؛ ۱۵ دسامبر ۱۸۹۹ – ۳۰ ژوئیهٔ ۱۹۴۵) شاعر، پدیدآور، روزنامه‌نگار، نویسنده، و فیلم‌نامه‌نویس ارمنی‌تبار اهل امپراتوری روسیه بود.

## زندگی‌نامه

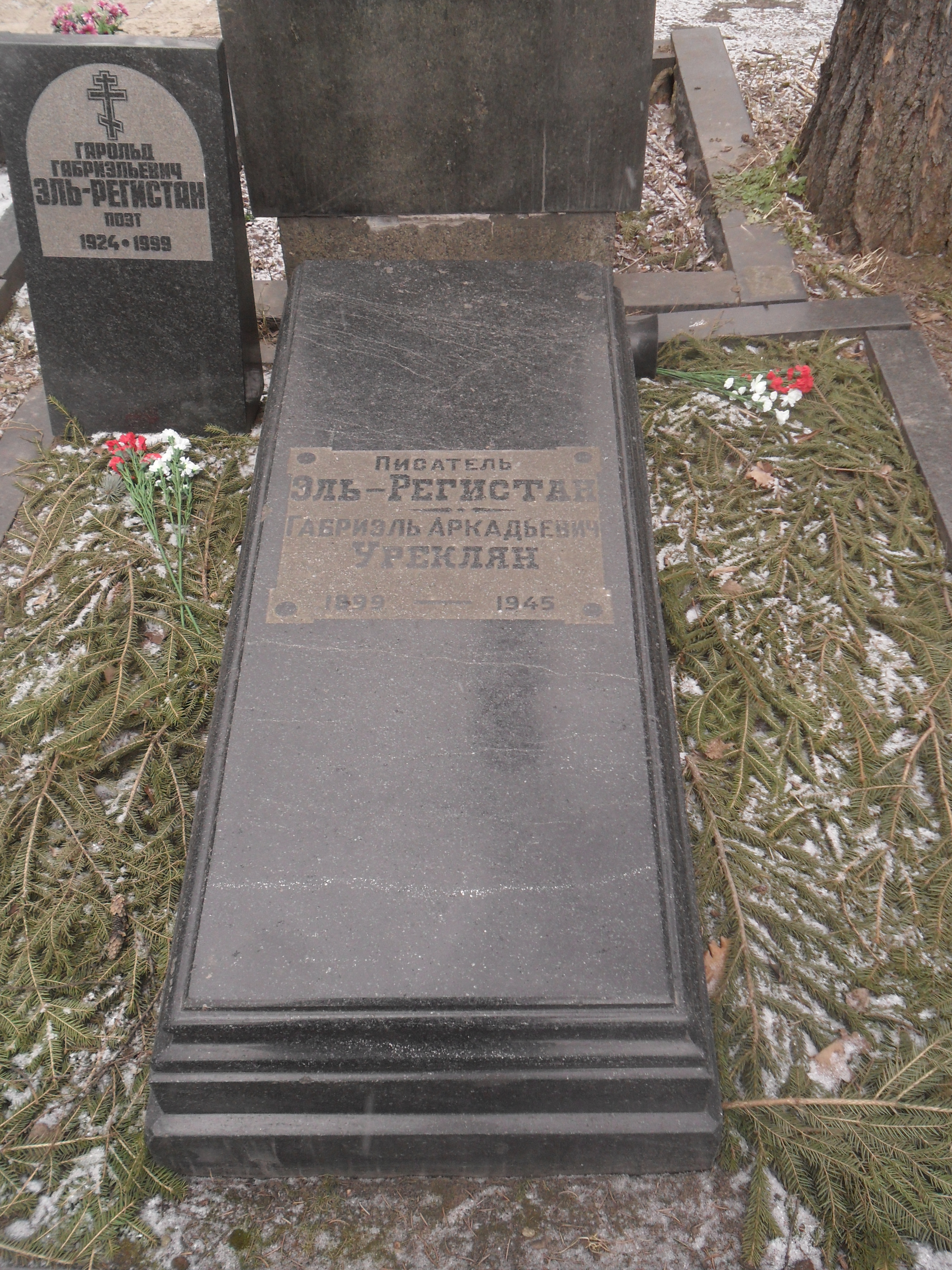

وی در یک خانواده بانکدار ارمنی در سمرقند در اوبلاست سمرقند امپراتوری روسیه (ازبکستان کنونی) به دنیا آمد پدر وی آرشاک اورکلیان در دهه ۱۸۹۰ از ارمنستان تحت سیطره امپراتوری عثمانی به تفلیس گریخته بود، و در نهایت به سمرقند نقل مکان نموده بود. در جریان جنگ داخلی روسیه، وی از بلشویکها حمایت نمود. وی در چندین روزنامه برجسته آسیای مرکزی از جمله Pravda Vostoka فعالیت نمود. در ژوئن ۱۹۴۱ پس از تهاجم آلمان نازی به اتحاد شوروی وی به عنوان خبرنگار جنگی به فعالیت پرداخت. وی توجه ژوزف استالین را جلب نمود. وی همچنین برندهٔ جوایزی همچون نشان پرچم سرخ شده‌است. با والنتین گالانینا هنرپیشه اهل مسکو ازدواج نمود. ال-رگیستان در مسکو درگذشت و در گورستان نووودویچی به خاک سپرده شد.